# Pseudochazara aristonicus
Pseudochazara aristonicus är en fjärilsart som beskrevs av Hans Fruhstorfer 1911. Pseudochazara aristonicus ingår i släktet Pseudochazara och familjen praktfjärilar. Inga underarter finns listade i Catalogue of Life.